# Гольшанский, Михаил Иванович
Михаил Иванович Гольшанский (ум. 1433) — князь-наместник киевский (1422—1433), сын князя-наместника киевского Ивана Ольгимонтовича Гольшанского (ум. до 1401) и Агриппины Святославны Смоленской. Братья — Александр Нелюб, Семён Лютый и Андрей.
Принадлежал к знатному княжескому роду Гольшанских герба «Гипоцентавр». В 1422 году князь Михаил Иванович Гольшанский упоминается в звании князя киевского. Вместе со своим братом Семёном Лютым был активным участником междоусобной борьбы между Свидригайло Ольгердовичем и Сигизмундом Кейстутовичем за литовский великокняжеский престол. Вначале Михаил Гольшанский воевал на стороне Свидригайло и в июне 1433 года разгромил войско Сигизмунда Кейстутовича в битве под Молодечно. Вскоре князья Семён и Михаил Гольшанские перешли на сторону Сигизмунда.
Во второй половине 1433 года князь Михаил Иванович Гольшанский был схвачен в Борисове Свидригайлом, который приказал утопить его в Западной Двине вблизи Витебска.